# No Time to Die (Lied)
No Time to Die ist das Titellied zum James-Bond-Film Keine Zeit zu sterben, dessen Originaltitel es teilt. Interpretiert wurde es von der US-amerikanischen Singer-Songwriterin Billie Eilish, die das Lied auch zusammen mit ihrem Bruder Finneas geschrieben hat. Die Veröffentlichung fand am 13. Februar 2020 statt, kurz nachdem die gerade volljährige Künstlerin bei den Grammy Awards 2020 in allen Hauptkategorien ausgezeichnet worden war. Im Folgejahr nahm sie diese Auszeichnung auch für No Time to Die entgegen, im Jahr 2022 folgte ein Golden Globe Award als bester Filmsong. Es ist erst der zweite Bond-Song an der Spitze der britischen Charts.

## Beschreibung
Wie seine beiden direkten Vorgänger ist No Time to Die eine getragene Klavierballade im Orchesterarrangement. Das Lied beginnt mit einem gedämpften Klavier-Intro über ein für Billie Eilish typisches ätherisches Klangbett, das mit dem Einsatz ihres Gesangs in eine einfache Akkordbegleitung übergeht. In Anlehnung an John Barrys definierendes Arrangement des James Bond Theme unterstützt Johnny Marrs E-Gitarre die Melodie prominent im Refrain. Die Titelzeile beschließt diesen und die darauffolgende Bridge markiert den Beginn einer vollständigen Orchesterbegleitung, die in der zweiten Strophe noch um ein Schlagzeug erweitert wird. Auf den zweiten Refrain folgt erneut die Bridge, in der Billie Eilish die Titelzeile nun zwei weitere Male wiederholt und zum Crescendo steigert. Dies geht ein letztes Mal in den Refrain über – hier mit der reduzierten Klavierbegleitung vom Anfang. Ein E-Gitarren-Akkord beschließt den Song analog zum klassischen Bond-Thema. Die Komposition wurde in e-Moll verfasst und mit 74 bpm aufgenommen.
Billie Eilishs Text ist als reuevolle Abrechnung nach einer innigen Liebschaft verfasst, wobei offenbleibt, ob dies der Perspektive von Bond selbst entspricht. Nach einer unerträglichen Beobachtung erkennt das lyrische Ich bitter, dass es sich sehenden Auges mit dem Gegner eingelassen hat. Die Schuld für diese leichtfertige Dummheit sieht es allein bei sich („Fool me once [shame on you], fool me twice [shame on me]“, nach Oscar Wilde), denn in seiner Position machen Bindungen immer verwundbar („The blood you bleed is just the blood you owe“) oder verursachen Tod. Doch es hat – wenngleich schmerzhaft – mit dieser Beziehung abgeschlossen, denn die Rückkehr eines alten Bekannten lässt „keine Zeit zu sterben“. Strophen und Refrain weisen durchgehend einen Reihenreim auf. Die Vortragsweise bleibt (mit Ausnahme der abschließenden Bridge) Billie Eilishs intimem „Flüstergesang“ treu.

## Wahl des Interpreten
Nach der anstrengenden Produktion von SPECTRE wurde die Arbeit am Nachfolger erst 2017 nach einer zweijährigen Pause aufgenommen. Bereits vor der Bekanntgabe von Danny Boyle als Regisseur schrieb der „Modfather“ Paul Weller zusammen mit Oasis-Kopf Noel Gallagher an einem Titellied für den noch unbetitelten Film. Nachdem jedoch Cary Joji Fukunaga die Regie übernommen hatte, wurde die Arbeit am Lied abgebrochen. Ähnlich früh bat auch die britische Soulsängerin Paloma Faith öffentlich um ein Vorsingen.
Während zum Teil über einen zweiten Einsatz von Adele nach SkyFall spekuliert wurde, verschafften seine Verkaufserfolge insbesondere dem britischen Folkpopper Ed Sheeran durchgehend hohe Aufmerksamkeit. In einer Late-Night-Show gab er bereits 2017 zu, er habe im Falle seines Engagements schon seit drei Jahren einen „guten“ Titelsong fertig. Sheeran war an Boyles letztem Film Yesterday beteiligt und so hatte der Regisseur auch frühzeitig den Kontakt zwischen dem Sänger und Bond-Produzentin Barbara Broccoli hergestellt. Seitdem hakte Sheeran regelmäßig bei seinem Manager nach. Im Verlauf der Dreharbeiten hätte sogar Hauptdarsteller und Ausführender Produzent Daniel Craig den Sänger „ernsthaft erwogen“.
Als weiterer Favorit für das Titellied galt die britische Elektropop-Sängerin Dua Lipa, auch unter anderen Musikern. Darauf angesprochen betonte sie wiederholt ihr Interesse. Später berichtete die örtliche Presse sogar über die Planungen zu einem aufwändigen Musikvideo im Bond-Drehort Matera. In der Folge sahen die Buchmacher ihre Chancen bis zuletzt nur wenig hinter denen von Sheeran. Kurz nach Bekanntgabe des Filmtitels No Time to Die veröffentlichte das britische Pop-Idol Boy George einen gleichnamigen Song, „um Ed Sheeran und Dua Lipa zu ärgern“. Ebenso hatte die britische Soul-Newcomerin Jorja Smith einen eigenen Bond-Song vorbereitet. Im Zuge der Grammy Awards 2020 veröffentlichte Beyoncé ein Foto mit Bonds typischem Martini-Cocktail. Ähnliche Andeutungen machte sie bereits vor früheren Veröffentlichungen, wodurch sie unmittelbar vor Bekanntgabe auch noch als möglicher Interpret gehandelt wurde.
Billie Eilish zählte zu keiner Zeit zum Favoritenkreis, fand aber im Vorhinein durchaus Erwähnung als „aufregende“ Kandidatin. Erste Zeichen für ihre Beteiligung fanden sich Ende 2019, als Fans Regisseur Fukunaga unter FINNEAS’ wenigen Instagram-Followern entdeckten. Einige Wochen später benannte das renommierte Fan-Portal MI6 exklusiv Billie Eilish als Interpret, was daraufhin auch weltweit aufgegriffen wurde. Am 14. Januar 2020 postete Billie Eilish zunächst Fotos vergangener Bond-Girls, die offizielle Bestätigung folgte am Abend.

## Veröffentlichung
Das Lied wurde am 13. Februar 2020 in Verbindung mit einem Kurztrailer veröffentlicht ohne eigenständiges Musikvideo. Daraufhin stand es bei allen Online-Musikdiensten zur Verfügung, eine physische Single-Veröffentlichung blieb erstmals aus. Seine Bühnenpremiere feierte das Stück bei den BRIT Awards 2020 mit Johnny Marr an der Gitarre und Hans Zimmer als Dirigent des Orchesters.

## Rezensionen
In der britischen Tagespresse erhielt die „dramatische, verstörende Ballade“ glänzende Kritiken. Die Redaktion des amerikanischen Branchen-Magazins Billboard wählte das Stück auf Platz 22 der besten Lieder im ersten Halbjahr 2020. Das Online-Magazin laut.de setzte das „überzeugende“ Stück auf Rang drei in ihrer Bestenliste 2020 und auch die Hörer des Berliner radioeins zählen es zu den 70 besten Songs des Jahres. Es erhielt einen Grammy als „Bestes Lied für visuelle Medien“ sowie bei der Verleihung der Golden Globe Awards 2022 den Preis für den besten Filmsong. Der Song wurde bei den Oscars 2022 als bester Filmsong ausgezeichnet.
Tobias Rapp meinte im Spiegel, das man sofort höre, dass das Lied ein Bond-Song sei. No Time to Die würde dem Gefühl des Scheiterns ein paar schöne Zeilen geben. Das Lied würde mit einer Spannung aufbauenden Pianolinie starten, die sich dann um Streicher ergänzt wiederhole, welche vom Oscarpreisträger Hans Zimmer arrangiert, aber insgesamt im Hintergrund bleiben würden, um schließlich in Billie Eilishs Stimme zu münden. Insgesamt sei das Lied ein typischer Eilish-Song, der von den Manierismen ihrer Stimme getragen werde.
Adrian Daub meint in der Zeit, dass in No Time to Die eine kleine Revolution stecke. Einerseits sei es zwar leicht enttäuschend, wie sklavisch der Song dem Muster der letzten Bond-Songs folge, aber Eilish gelinge es innerhalb des Formelhaften eines Bond-Songs, kleine Erschütterungen auszulösen. Daub meint, dass auch die Thematik der Lyrics stark reduziert sei. Eilish würde erstaunlich geradlinig singen. Sie singe über eine in die Binsen gegangene Beziehung und würde sich einer vorgetäuschten Tiefe verweigern. Damit sei No Time to Die ein Liebeslied, das ein wenig traurig und ein wenig verletzt klinge.

## Kommerzieller Erfolg

### Chartplatzierungen
In Großbritannien stieg das Stück auf Platz eins der Charts ein. Damit wurde Billie Eilish die erste Künstlerin an der Spitze der britischen Hitparade, die im 21. Jahrhundert geboren wurde. In Deutschland erreichte es Platz 5, in Österreich und der Schweiz den zweiten Platz. Platz 1 gelang weiterhin in Tschechien, Ungarn, Irland sowie der Slowakei und damit konnte sich No Time to Die auch in den europäischen Charts an Nummer eins setzen. In Billie Eilishs Heimat, den USA, stieg das Lied bis auf Platz 16.
| ChartsChartplatzierungen       | Höchstplatzierung | Wochen |
| ------------------------------ | ----------------- | ------ |
| Deutschland (GfK)              | 5 (7 Wo.)         | 7      |
| Österreich (Ö3)                | 2 (6 Wo.)         | 6      |
| Schweiz (IFPI)                 | 2 (14 Wo.)        | 14     |
| Vereinigte Staaten (Billboard) | 16 (3 Wo.)        | 3      |
| Vereinigtes Königreich (OCC)   | 1 (17 Wo.)        | 17     |

| ChartsJahrescharts (2020)    | Platzierung |
| ---------------------------- | ----------- |
| Schweiz (IFPI)               | 84          |
| Vereinigtes Königreich (OCC) | 63          |

### Auszeichnungen für Musikverkäufe
| Land/Region                  | Auszeichnungen für Musikverkäufe (Land/Region, Auszeichnung, Verkäufe) | Verkäufe  |
| ---------------------------- | ---------------------------------------------------------------------- | --------- |
| Australien (ARIA)            | 2× Platin                                                              | 140.000   |
| Brasilien (PMB)              | 3× Platin                                                              | 120.000   |
| Dänemark (IFPI)              | Platin                                                                 | 90.000    |
| Deutschland (BVMI)           | Gold                                                                   | 200.000   |
| Frankreich (SNEP)            | Platin                                                                 | 200.000   |
| Griechenland (IFPI)          | Gold                                                                   | 10.000    |
| Italien (FIMI)               | Gold                                                                   | 35.000    |
| Kanada (MC)                  | 2× Platin                                                              | 160.000   |
| Neuseeland (RMNZ)            | Gold                                                                   | 15.000    |
| Norwegen (IFPI)              | Gold                                                                   | 30.000    |
| Österreich (IFPI)            | Platin                                                                 | 30.000    |
| Polen (ZPAV)                 | 2× Platin                                                              | 100.000   |
| Portugal (AFP)               | Platin                                                                 | 10.000    |
| Spanien (Promusicae)         | Gold                                                                   | 30.000    |
| Vereinigte Staaten (RIAA)    | Platin                                                                 | 1.000.000 |
| Vereinigtes Königreich (BPI) | Platin                                                                 | 984.000   |
| Insgesamt                    | 6× Gold · 15× Platin ·                                                 | 3.154.000 |

Hauptartikel: Billie Eilish/Auszeichnungen für Musikverkäufe